# رشاد رايت
رشاد رايت (بالإنجليزية: Rashad Wright)‏ مواليد 17 مارس 1982 في ستايتسبورو، هو لاعب كرة سلة أمريكي. بدأ مسيرته الاحترافية في سنة 2004. تم اختياره من قبل فريق إنديانا بايسرز خلال الدرافت. يبلغ طوله 6 قدم 2 بوصة (1.9 م).

## المسيرة الاحترافية
لعب مع نادي بانيونيس لكرة السلة في موسم 2004–2005، ثم لعب مع نادي أوستند لكرة السلة في موسم 2006–2007، ثم لعب مع نادي أنادولو إفيس لكرة السلة في موسم 2007–2008، ثم لعب مع ألبا برلين في الدوري الألماني من سنة 2008 إلى 2010.

## روابط خارجية
- رشاد رايت على موقع الدوري الأوروبي لكرة السلة (الإنجليزية)
- رشاد رايت على موقع سبورتس رفرنس (الإنجليزية)
- رشاد رايت على موقع كرة السلة الأوروبية.كوم (الإنجليزية)
- رشاد رايت على موقع كلية كرة السلة في سبورتس رفرنس.كوم (الإنجليزية)
- رشاد رايت على موقع ريلجم (الإنجليزية)
- رشاد رايت على موقع بروبوليرز (الإنجليزية)
- رشاد رايت على موقع سبورتس رفرنس (الإنجليزية)